# Tradicionalni perzijski vodovodni sustavi
Rijeka u Iranu većinom su sezonske i tradicionalno nisu bile u stanju ispuniti potrebe gradskih naselja. Glavne rijeke kao što su Arvand, Araks, Zajanderud, Sefid i Atrek bile su oskudne i jako udaljene jedna od druge u ogromnim prostranstvima Stare Perzije.
S rastom urbanih naselja tijekom stoljeća, lokalno iskopani duboki bunari (duboki do 100 metara), više nisu mogli držati korak s potražnjom, što je dovelo do sustavnog kopanja specijalizirane mreže kanala poznate kao kanati. Ovi podzemni akvedukti, izgrađeni prije nekoliko tisuća godina, ne trpe nikakav gubitak isparavanja, a u njima za vodu ne postoji opasnost onečišćenja.
Smatra se kako su Perzijanci gradili prve kanate 2000 godina prije negoli Rimljani akvadukte.
Sušna naseljena područja Irana su opstala samo zahvaljujući drevnom kanatnom sustavu vijugavih vodonosnika kroz riječne doline i podzemne tunele koristeći samo silu teže, često kilometarima dugim tunelima. Tradicionalni sustav komunalnog upravljanja još uvijek je na mjestu i omogućuje pravedno i održivo dijeljenje i distribuciju vode. Kanati pružaju izuzetno svjedočanstvo kulturne tradicije i civilizacije u pustinjskim područjima sušne klime. Zbog toga je UNESCO 2016. godine na popis mjesta svjetske baštine u Aziji upisao jedanaest kanata koji predstavljaju ovaj sustav, a koji uključuju odmorišta za radnike, rezervoare za vodu i vodenice.
Najstariji očuvani kanat u Iranu je onaj pokraj grada Zarača u središnjem Iranu koji je stariji od 3000 godina, a dug je 71 km.
Jedan od najstarijih i najvećih koji je i danas u uporabi je pored grada Gonabada. Smatra se kako je star 2700 godina, a kao vodovod i za navodnjavanje koristi ga oko 40.000 ljudi koji žive u okolici. Najdublje okno duboko je 360 metara, dok je ukupna dužina kanata 45 kilometara. Područja oko Jazda, Horasana i Kermana poznata su po brojnim sustavima kanata koji se koriste za dovod pitke vode i za navodnjavanje.
U tradicionalnoj iranskoj arhitekturi, kariz (کاریز) je manji kanat, koji se najčešće koristi u gradskom području. Karizima se nazivaju i sporedni kanati koji opskrbljuju glavni kanat koji vodi do konačnog odredišta.
Osim po izumu kanata, Iranci su poznati i po izumima antičkih vodospremnika (ab anbar, آب انبار) i prvih hladnjača u povijesti (jakčala).